# Anastrophyllum crebrifolium
Anastrophyllum crebrifolium là một loài rêu trong họ Anastrophyllaceae. Loài này được Taylor & Hook. f. Stephani mô tả khoa học đầu tiên năm 1893.